# Quest'uomo deve regnare o morire

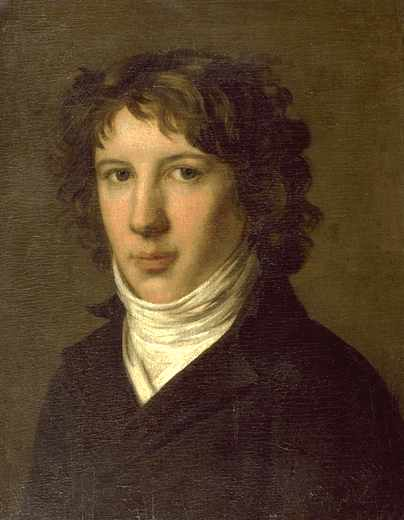
Louis Antoine de Saint-Just

"Quest'uomo deve regnare o morire" è la frase con la quale è passato alla storia il primo discorso pronunciato alla Convenzione nazionale da Louis Antoine de Saint-Just, il 13 novembre 1792, per esortare l’assemblea a processare e condannare l’ex re di Francia Luigi XVI, deposto a seguito degli avvenimenti della rivoluzione francese .
Saint-Just sostenne che, avendo il re violato i diritti del popolo, la sua deposizione non può che essere abbinata alla sua condanna a morte. Il discorso è ritenuto antesignano del populismo e del giustizialismo.

## Presupposti
Il 20 giugno 1791 Luigi XVI con la sua famiglia tentò di fuggire dalla Francia ma a Varennes-en-Argonne fu riconosciuto, arrestato e riportato a Parigi, per essere imprigionato.
Nel frattempo era in corso un duro confronto fra la destra dei girondini, appoggiati dal centro, il Marais o "Palude", e la sinistra dei giacobini di Maximilien de Robespierre e dello stesso Saint-Just. L'insurrezione parigina del 10 agosto, abbattendo la monarchia, accusata di intelligenza con il nemico esterno, aveva posto il problema del processo a Luigi XVI, che i girondini non volevano, temendo che l'inevitabile condanna avrebbe decisamente rafforzato i giacobini e la Comune di Parigi, il comitato insurrezionale che spingeva per una politica di radicale intransigenza repubblicana.
In seguito, per dare una nuova costituzione alla Francia, si procedette all'elezione della Convenzione nazionale, la nuova assemblea che avrebbe preso il posto della Costituente monarchica e della precedente Assemblea legislativa. Il 5 settembre 1792, Saint-Just era stato eletto deputato alla Convenzione per il dipartimento dell'Aisne e il 18 settembre 1792 giunse a Parigi.
La Convenzione si riunì per la prima volta il 20 settembre 1792, il giorno stesso della vittoriosa battaglia di Valmy. Tra i primi punti all'ordine del giorno ci fu quello di valutare la percorribilità di un processo all'ex re.

## Passi principali del discorso

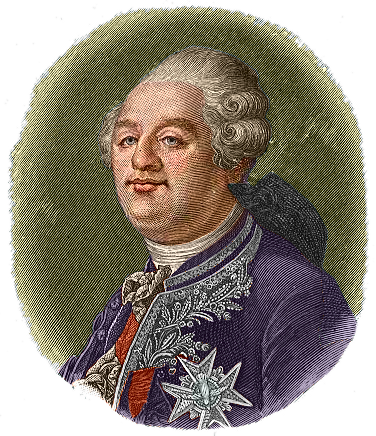
Luigi XVI

Saint-Just prese la parola il 14 novembre. Respinse sia la tesi dell'inviolabilità del re che quella favorevole a processare Luigi XVI come un comune cittadino. Per lui, il processo andava celebrato per una natura squisitamente politica: 
Secondo Saint-Just, Luigi XVI non poteva essere giudicato secondo le leggi in vigore, perché:
Antesignano del populismo e del giustizialismo, Saint-Just si rivolge all’assemblea non come di fronte a un’Alta corte di giustizia ma come di fronte al popolo unito in consesso per far valere la violazione del diritto dei popoli da parte del sovranoː
Saint-Just concluse per l'esecuzione rapida ed immediata dell'ex re perché se così non fosse, il popolo avrebbe tutto il diritto di rivolgere analoghe accuse ai componenti della Convenzione: 

## Reazioni e conseguenze

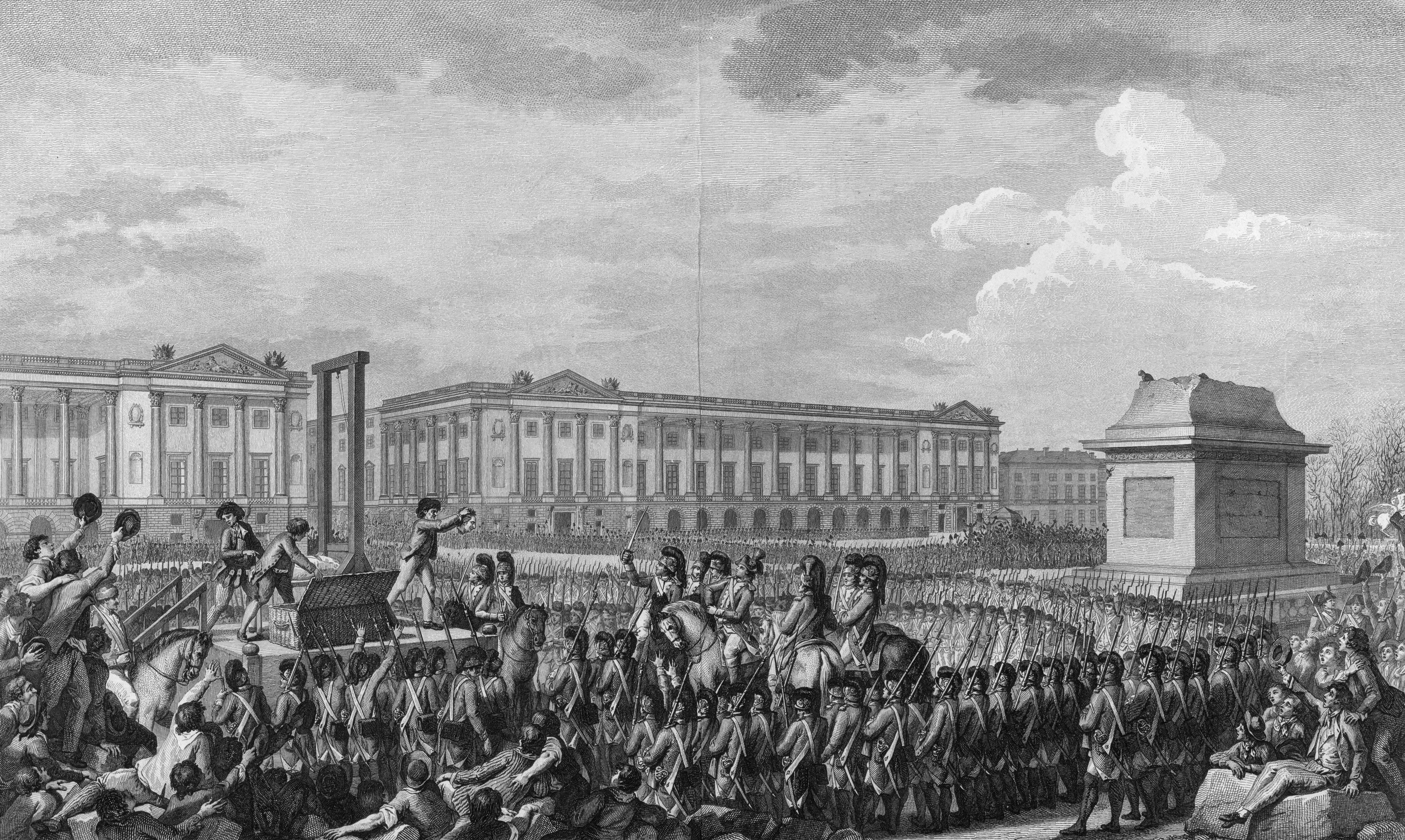
Esecuzione di Luigi XVI

Profonda fu l'impressione del discorso in tutti i settori dell'assemblea: lo stesso girondino Brissot scrisse cheː «in questo discorso ci sono bagliori, un talento che può onorare la Francia». Il giovane Saint-Just divenne molto popolare e ottenne il favore di Robespierre, del quale condivideva a pieno le ideologie rivoluzionarie. Il 24 novembre 1792, Saint-Just fu eletto presidente dei giacobini.
La scoperta, in un armadio segreto alle Tuileries, dei documenti che dimostravano inequivocabilmente le trame di Luigi XVI con i nemici della Francia, fu decisiva. L'ex re fu mandato a processo, che iniziò l'11 dicembre 1792. Di fronte alla Convenzione, i deputati si pronunciarono a maggioranza sulla pena di morte e il re, con enorme scandalo dei governi assolutistici di tutta Europa, fu ghigliottinato il 21 gennaio 1793.